# 2017年市川市長選挙
2017年市川市長選挙（2017ねんいちかわしちょうせんきょ）は、日本の地方自治体である千葉県市川市の執行機関である市川市長を選出するために行われた選挙である。2017年11月19日に公示され、11月26日に投票が行われたが、法定得票に達する候補者がなく再選挙が決定した。
再選挙は、一旦2018年1月14日投票の日程とする方針が決められたものの、第1回選挙と同日投票だった市川市議会議員補欠選挙の立候補者から異議申し立てがあり、日程は白紙となった。その後、選挙管理委員会が申し立てを棄却し、2018年4月15日告示、4月22日投票で行われた。

## 2017年11月選挙（第1回選挙）
2期を務めた現職市長の大久保博が2017年8月29日に同年12月24日の任期満了をもっての引退を表明したのを受け、5名が立候補した。

### 選挙日程など
- 選挙事由：任期満了
- 告示日：2017年11月19日
- 投票日：2017年11月26日

### 立候補者
5名、届け出順。
| 立候補者名 | 年齢 | 党派   | 新旧 | 推薦・支持党派                         | 肩書き                                           |
| ---------- | ---- | ------ | ---- | -------------------------------------- | ------------------------------------------------ |
| 村越祐民   | 43   | 無所属 | 新人 | 民進・共産・自由・社民・ネット千葉推薦 | 元衆議院議員、元外務大臣政務官                   |
| 高橋亮平   | 41   | 無所属 | 新人 |                                        | 元中央大学商学部元特任准教授、元市川市議会議員   |
| 小泉文人   | 44   | 無所属 | 新人 |                                        | 元千葉県議会議員、前市川市議会議員               |
| 坂下茂樹   | 43   | 無所属 | 新人 | 自民推薦                               | 元市川市議会議員、前千葉県議会議員               |
| 田中甲     | 60   | 無所属 | 新人 |                                        | 元衆議院議員、元千葉県議会議員、元市川市議会議員 |

### 選挙結果
選挙の結果、村越祐民が2万8000票余りの得票で1位になったが、当選に必要な法定得票（有効投票の25%）に達しなかったため、再選挙が行われることになった。投票率は30.76%。
※当日有権者数：393,815人　最終投票率：30.76%（前回比：＋9.05ポイント）
| 候補者名 | 年齢 | 所属党派 | 新旧別 | 得票数   | 得票率  | 推薦・支持                                                         |
| -------- | ---- | -------- | ------ | -------- | ------- | ------------------------------------------------------------------ |
| 村越祐民 | 43   | 無所属   | 新     | 28,109票 | 23.61％ | （推薦）民進党・日本共産党・自由党・社民党・市民ネットワーク千葉県 |
| 坂下茂樹 | 43   | 無所属   | 新     | 27,725票 | 23.28％ | （推薦）自由民主党                                                 |
| 田中甲   | 60   | 無所属   | 新     | 26,128票 | 21.94％ |                                                                    |
| 高橋亮平 | 41   | 無所属   | 新     | 20,338票 | 17.08％ |                                                                    |
| 小泉文人 | 44   | 無所属   | 新     | 16,778票 | 14.09％ |                                                                    |

## 2018年4月選挙（再選挙）

### 選挙日程
- 告示日：2018年4月15日
- 投票日：2018年4月22日

### 立候補者
3名、届け出順。
| 立候補者名 | 年齢 | 党派   | 新旧 | 推薦・支持党派               | 肩書き                                           |
| ---------- | ---- | ------ | ---- | ---------------------------- | ------------------------------------------------ |
| 坂下茂樹   | 43   | 無所属 | 新人 |                              | 元市川市議会議員、前千葉県議会議員               |
| 村越祐民   | 43   | 無所属 | 新人 | 立民・民進・共産・自由・社民 | 元衆議院議員、元外務大臣政務官                   |
| 田中甲     | 60   | 無所属 | 新人 |                              | 元衆議院議員、元千葉県議会議員、元市川市議会議員 |

村越を含め、5人の立候補者はいずれも再選挙への出馬を表明していたが、選挙結果の無効を求める異議申し立てがなされたために再選挙は延期された。この間、現職市長だった大久保博が12月24日の任期満了をもって退任し、以降は市長不在の状態が続いた。
再選挙の投開票日が4月22日に定められた後、4月2日に小泉が出馬を取り下げ、田中支持を表明した。4月6日には高橋が出馬を取り下げ、坂下支持を表明した。これを受け、自民党市川支部は坂下推薦に動くが、田中陣営に参加した市議らが反発したため、自民党千葉県連は自主投票を決定した。

### 選挙結果
前回得票を合計すれば坂下・田中が有利との見方が大きかったが、選挙期間中、立憲民主党の枝野幸男代表、日本共産党の小池晃書記局長らの応援を受け、他の保守系2候補との違いを打ち出した村越が初当選を果たした。坂下は公明党市議団の支持も受けたが、伸び悩んだ。
※当日有権者数：391,001人 最終投票率：33.97%（前回比：＋3.21pts）
| 候補者名 | 年齢 | 所属党派 | 新旧別 | 得票数   | 得票率 | 推薦・支持                                             |
| -------- | ---- | -------- | ------ | -------- | ------ | ------------------------------------------------------ |
| 村越祐民 | 43   | 無所属   | 新     | 46,143票 | 35.24% | （推薦）立憲民主党・民進党・日本共産党・自由党・社民党 |
| 田中甲   | 60   | 無所属   | 新     | 42,931票 | 32.78% |                                                        |
| 坂下茂樹 | 43   | 無所属   | 新     | 41,880票 | 31.98% |                                                        |